# Марселен Дебутен
Марселен Дебутен (фр. Marcellin Gilbert Desboutin; 26 серпня 1823, Серії — 18 лютого 1902, Ніцца) — французький художник і графік XIX ст.

## Життєпис
Майбутній художник походив з дворянської родини. Мати була баронеса Анна-Софі-Далі Фраж де Рошфор, а батько, Бартелемі Дебутен, офіцер корпуса гвардії, який охороняв французького короля Луї XVIII.
Хлопця відправили на навчання в колеж Станіслава, де той вивчав право. Але 1845 року молодий барон де Рошфор, як він підписувався, влаштувався в майстерню скульптора Луї-Жуля Ето в Школу красних мистецтв Парижа, а потім два роки працював в майстерні художника Тома Кутюра. По закінченні навчання створив освітню подорож країнами Західної Європи, відвідав Бельгію, Велику Британію, Нідерланди, Італію. До цього періоду належить знайомство з Едгаром Дега, сином паризького банкіра і художником. Останній мав родичів в Італії.
Володар непоганого спадку, він працював письменником, тим паче що в родині з боку матері теж був письменник і політик — Анрі Рошфор (1830—1913). 1854 року він узяв шлюб зі своєю першою дружиною. Частку життя провів на околиці Флоренції, де мав садибу Омбрелліно і де займався створенням текстів та гравіюванням, зібрав власну колекцію творів мистецтва.

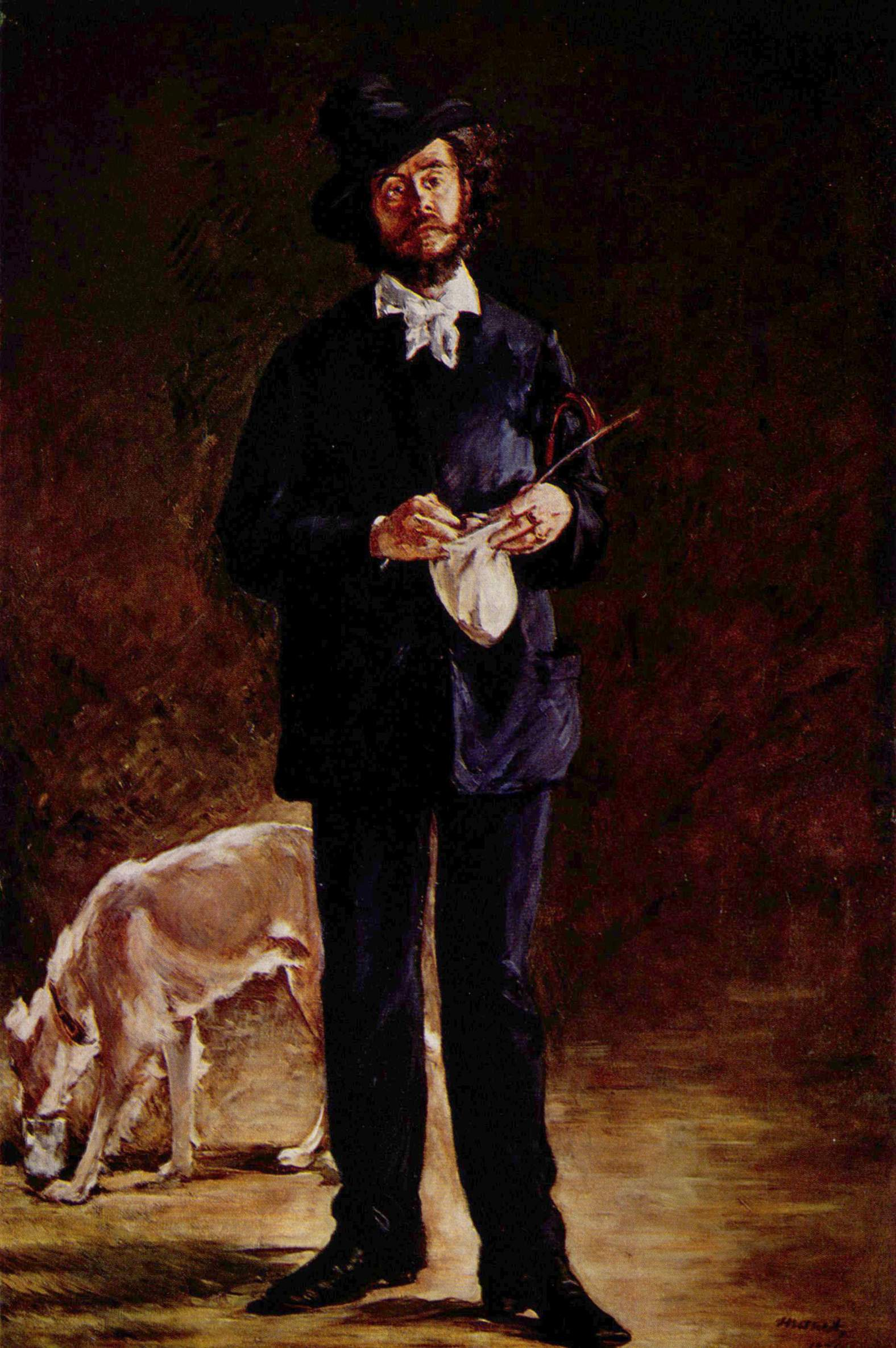
Едуар Мане, «Портрет Марселена Дебутена», 1875 р. Сан-Пауло, Бразилія.

Після смерті першої дружини взяв шлюб вдруге і оженився на доньці простого італійського селянина. У другому шлюбі мав дев'ятеро дітей. 1872 року повернувся в Париж, де працював художником і графіком, намагаючись цим заробити на життя собі й родині. Брав участь в другій виставці імпресіоністів, куди подав сім власних картин та шість офортів. Серед знайомих цього періоду — художники Едуар Мане, Едгар Дега, П'єр Огюст Ренуар, письменник Еміль Золя. Багато працював художником-портретистом, створив низку графічних портретів своїх сучасників (Берта Морізо, Пюві де Шаванна, Едгара Дега та ін.) Власні портрети-офорти показував на виставках в Паризькому салоні. Сам позував для інших художників. Його портрет з собакою створив Едуар Мане. Він — чоловічий персонаж скандальної картини Едгара Дега Абсент поряд з акторкою Еллен Андре. В 50-річному віці через невдалу участь в ризикованих фінансових операціях збіднів і втратив частку майна.
На початку 1880-х рр. вперше відвідав місто Ніцца і перебрався туди з недешевого для життя Парижа. Ніцца стане постійним місцем життя і творчості. 1886 року створив п'ять офортів за картинами французького художника XVIII століття Жана-Оноре Фрагонара, котрі посіли особливе місце в творчому спадку майстра.
Творчі зв'язки з Парижем не переривав, приїздив і брав участь в виставках (1889 року навіть отримав срібну медаль). Брав участь в створенні Національного товариства образотворчих мистецтв, на вистаки якого подавав власні твори щорічно. 1895 року йому дали Орден почесного легіону. Отриманий орден він пишно відзначив бенкетом в одному з паризьких ресторанів. Брав участь у Всесвітній виставці в Парижі 1900 року. Останні роки життя пройшли в Ніцці, де і помер.
Два його сини теж були художниками.

## Графічні портрети сучасників

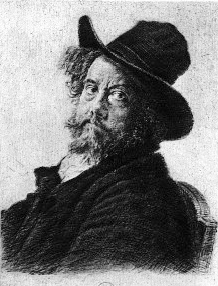
«Автопортрет», 1890, Національна бібліотека Франції
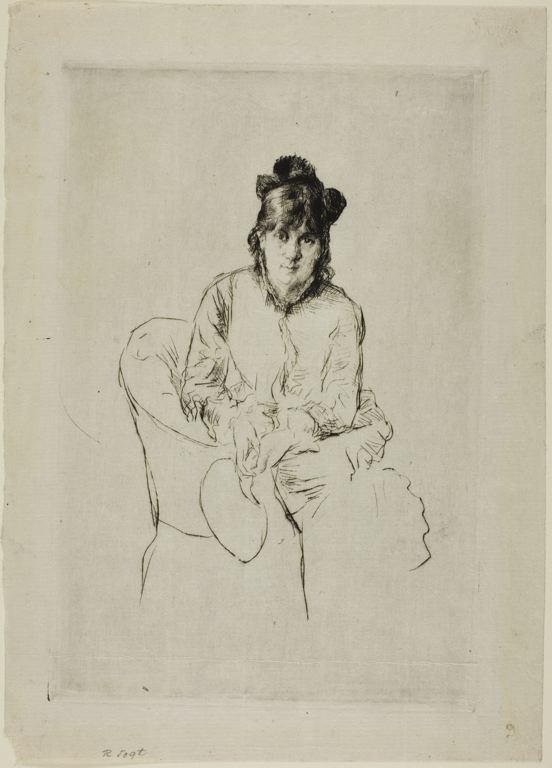
«Художниця Берта Морізо».Художній інститут Чикаго
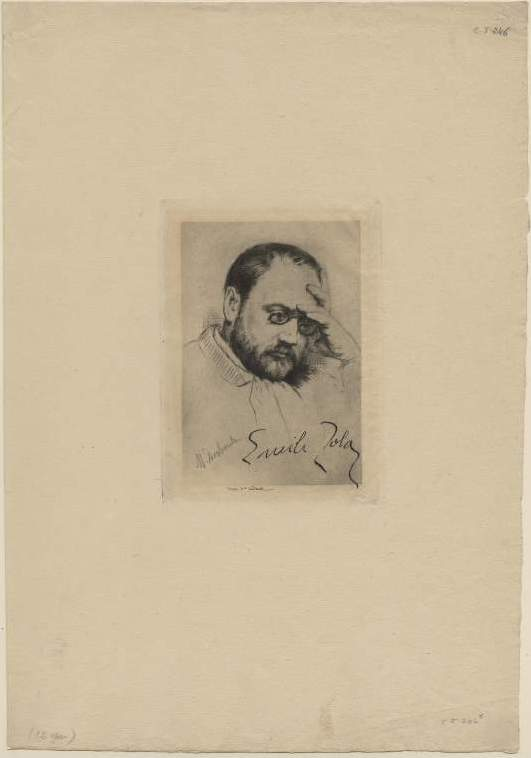
«Письменник Еміль Золя», 1879, Музей Фіцвільяма, Кембридж, Велика Британія
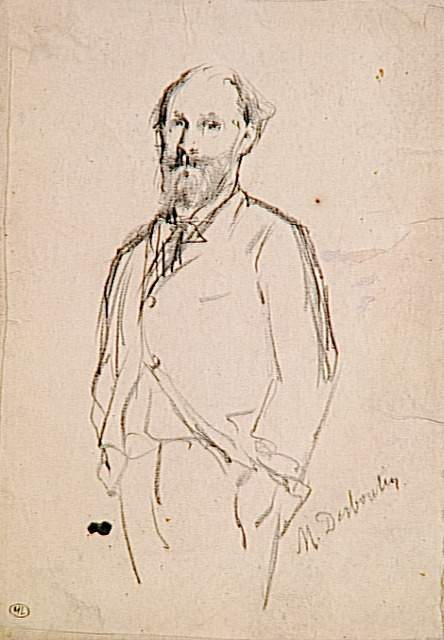
«Едуар Мане», малюнок-начерк, Лувр, Париж
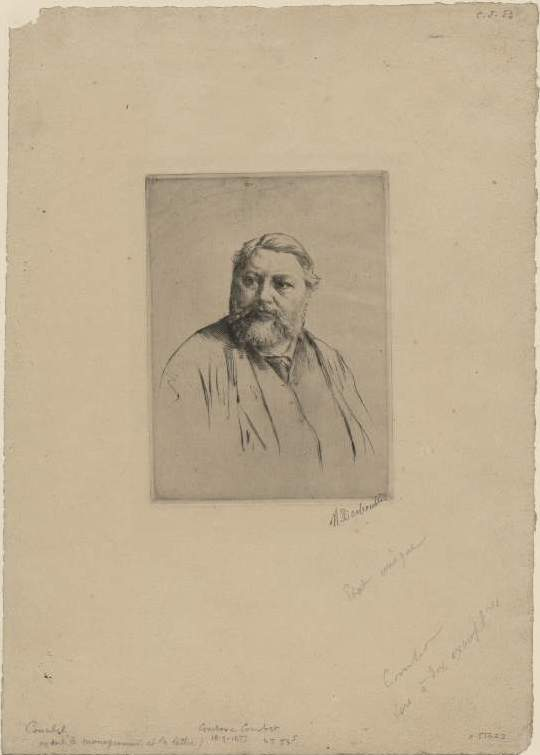
«Художник Густав Курбе», 1878, Музей Фіцвільяма, Кембридж, Велика Британія
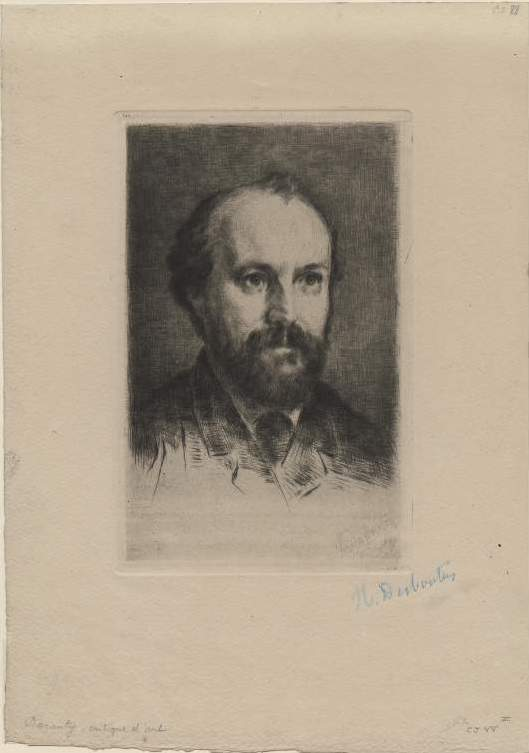
«Едмон Дюран», 1876, Музей Фіцвільяма, Кембридж, Велика Британія
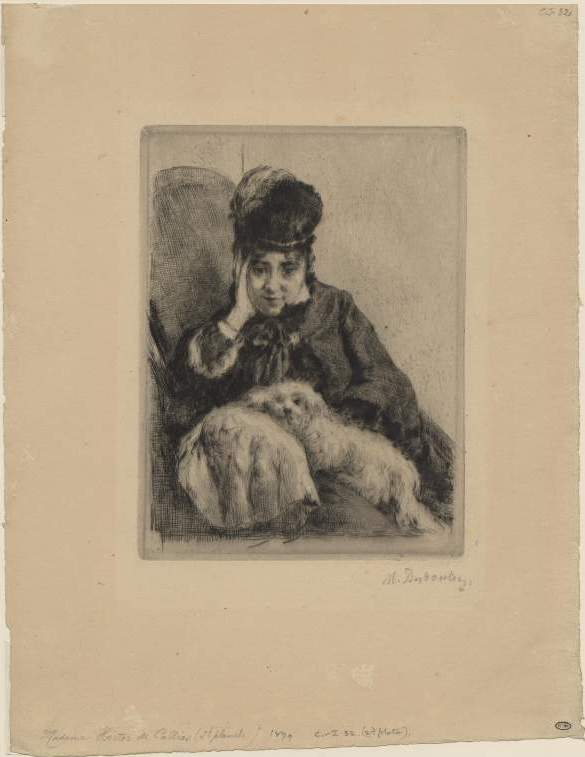
«Ніна де Каллі»,  1879, музей Фіцвільяма, Кембридж, Велика Британія
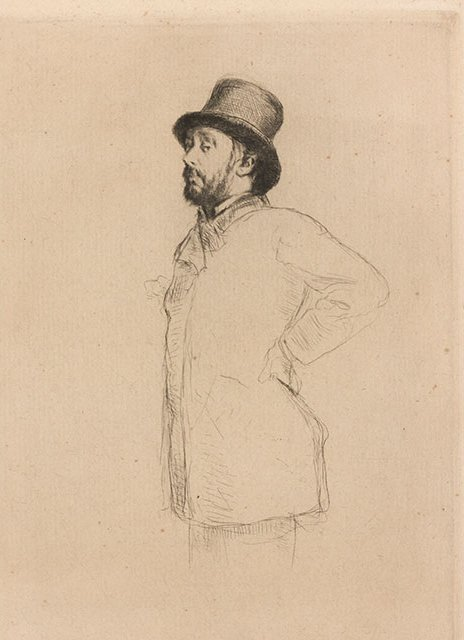
«Художник Едгар Дега», початок 1900-х, художній музей, Окленд

## Вибрані твори

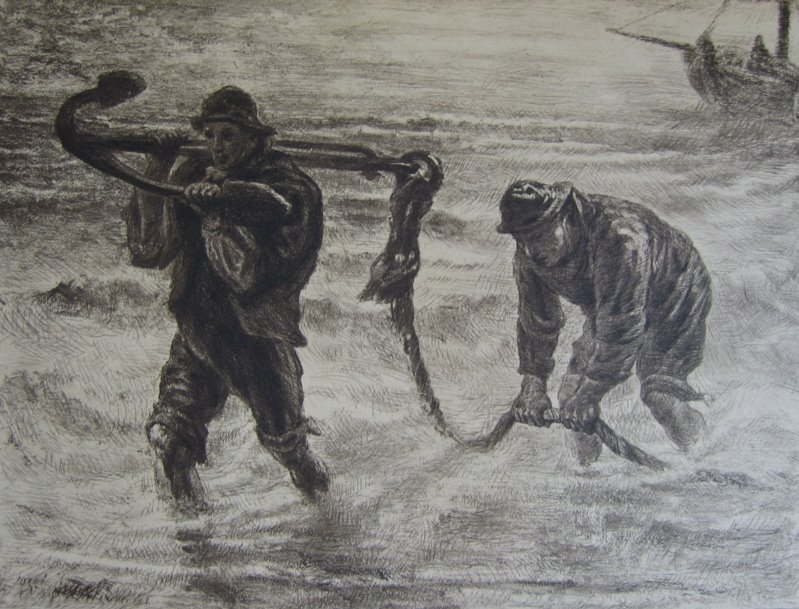
«Трударі моря», 1889 р.

- «Портрет молодої пані», Музей Камбре
- «Поль Дюран-Рюель», 1882
- «Ежен Лабіш»
- «Автопортрет», музей д'Орсе
- «Мадам Новерра»
- «Йосип Равель», батько композитора Моріса Равеля
- «Мати Моріса Равеля»
- «Адольф Віллет»
- «Вуличний співак»
- «Музика з волинкою»
- «Едгар Дега за читанням»
- «Художник Пюві де Шаван на тлі власної картини», гравюра